# Guy Butler
Guy Montagu Butler (Londres, 25 de agosto de 1899 – St Neots, 22 de fevereiro de 1981) foi um velocista e campeão olímpico britânico. Com quatro medalhas conquistadas  ele se iguala a Sebastian Coe no maior número de medalhas conquistadas por um participante do atletismo britânico nos Jogos Olímpicos.
Integrou o revezamento 4x400 m da Grã-Bretanha, formado por ele, Cecil Griffiths, John Ainsworth-Davis e Robert Lindsay, que conquistou a medalha de ouro em Antuérpia 1920. Nos mesmos Jogos conquistou a medalha de prata nos 400 m rasos. Em Paris 1924 participou das mesmas provas conquistando a medalha de bronze em ambas. Participou também dos 200 m em Amsterdã 1928 sem conseguir medalhas.
Após encerrar a carreira nas pistas, Butler foi professor, técnico de atletismo, jornalista esportivo e pioneiro na filmagem de atletas em ação.